# Ivana Navarska (regentica)
Ivana (španjolski Juana; 1382. – 1413.) bila je navarska infanta i namjesnica (regent).
Ivanin je otac bio kralj Karlo III. Plemeniti, navarski vladar, a majka kraljica Leonora, kći kastiljskog kralja Henrika II. Blanka je bila Ivanina mlađa sestra.
Premda je Ivana bila zaručena za Martina I., kralja Sicilije, Martin se ipak oženio Blankom, Ivaninom sestrom. Sama Ivana udala se 12. studenoga 1402. za vikonta Ivana, koji je bio nasljednik Foixa u Francuskoj. Par je bio bez djece. Nakon smrti Ivanine braće Karla i Luja, Ivana je proglašena nasljednicom Navare. Dok je Ivanin otac izbivao, Ivana je bila regentica.
Godine 1412., Ivana je postala grofica Foixa, a preminula je u srpnju 1413. godine. Blanka – Ivanina sestra – postala je nasljednica te je naslijedila oca Karla III.